# Провінціалка (фільм, 1981)
«Провінціалка» (фр. La provinciale) — кінофільм-драма, поставлений у 1981 році швейцарським режисером Клодом Гореттою з Наталі Бей у головній ролі.

## Синопсис
Крістіна (Наталі Бей), креслярка з маленького містечка в Лотарингії, не знайшовши застосування своїм знанням вдома, вирішує спробувати щастя у Парижі. Та столична дійсність виявляється ще жорстокішою. Її коханий заради вигідного контракту їде за кордон, приятелька — акторка Клер (Ангела Вінклер), не знайшовши роботи за фахом, стає «дівчиною за викликом»… Випадкові заробітки, щоденна боротьба за власну гідність — таке життя не влаштовує Крістіну, і вона вирішує повернутися додому. А перед цим бере участь у принизливому жіночому марафоні з перешкодами, влаштованому багатієм заради забави, і виграє, віддавши нагороду Клер, у якої немає сил на подолання суворих марафонів життя.

## В ролях
| Наталі Бей        | ···· | Крістіна    |
| Ангела Вінклер    | ···· | Клер        |
| Бруно Ганц        | ···· | Ремі        |
| Патрік Шене       | ···· | Паскаль     |
| Жан Даві          | ···· | Б. де Ларів |
| Жак Лаланд        | ···· | промоутер   |
| Жан Обе           | ···· | Трабер      |
| Доміниік Патюрель | ···· | Ральф       |
| Жан Вальмон       | ···· | Даржеоль    |
| П'єр Верньє       | ···· | публіцист   |

## Визнання
| Нагороди та номінації фільму «Провінціалка» | Нагороди та номінації фільму «Провінціалка» | Нагороди та номінації фільму «Провінціалка» | Нагороди та номінації фільму «Провінціалка» | Нагороди та номінації фільму «Провінціалка» | Нагороди та номінації фільму «Провінціалка» |
| Рік                                         | Нагорода                                    | Категорія                                   | Номінант                                    | Результат                                   |                                             |
| ------------------------------------------- | ------------------------------------------- | ------------------------------------------- | ------------------------------------------- | ------------------------------------------- | ------------------------------------------- |
| 1981                                        | Берлінський кінофестиваль                   | Золотий ведмідь                             | Провінціалка                                | Номінація                                   |                                             |
| 1981                                        | Берлінський кінофестиваль                   | Приз журі читачів Berliner Morgenpost       | Клод Горетта                                | Перемога                                    |                                             |